# Vico C

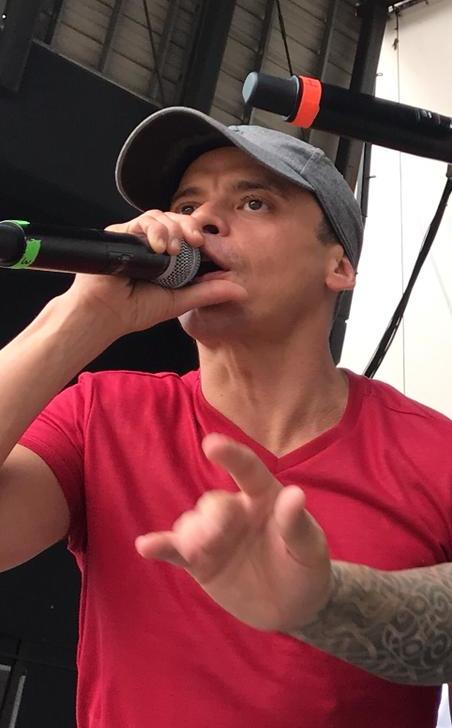
Vico C (2018)

Luis Armando Lozada Cruz (* 8. September 1971 in New York) ist ein unter dem Namen Vico C aktiver US-amerikanischer Rapper und Reggaeton-Sänger. Sein Künstlername steht dabei für den Philosophen Giambattista Vico, C für Cruz, den Zweitnamen seiner Mutter. Von Dominikanern wird er auch Visco genannt.

## Leben
Der Sohn von Puerto-Ricanern wuchs in Puerta de Tierra, einem Armenviertel in San Juan, Puerto Rico auf. Er besuchte Schulen für Kunst und Musik, wo er seine Karriere als Rapper im Alter von neun Jahren begann. Anfangs kaufte er sich Kassetten in Drogeriemärkten, auf welche er seine Songs selbst aufnahm und sie seinen Freunden verkaufte. Seine erste „Produktion“ brachte ihm insgesamt 20 Dollar ein.
Vico C verwendet spanische Texte, wobei er Phrasen oder Slangs auch auf Englisch rappt. 1990 war der erste große Durchbruch der Karriere von Vico C, da die Rapmusik in Puerto Rico durch den Hit von Ruben DJ populär wurde. Vico C kam mit seinem Song La recta final in die Charts. Mit diesem Song wurde er in Lateinamerika bekannt.
1992 erschienen weitere Hits von Vico C.
1994 überlebte er einen Autounfall, den er bei seiner Tour durch Dominikanische Republik erlitt. Zeitgleich verfiel er erstmals den Drogen. Er eröffnete sein Label, welches von Sängern wie Francheska oder Lisa M. promotet wurde.
1998 erschien sein erstes Album nach seiner Rehabilitierung, welches er Aquel que había muerto nannte. 1999 gab er seine Tour Antes y despues. Im selben Jahr wurde sein Album erneut veröffentlicht, welches den Latino Rap Award 1999 gewann.
2003 wurde er nach einem Rückfall in die Drogenszene in die Drogenklinik eingewiesen.
2004 veröffentlichte er sein Album En honor a la verdad, welches ein Erfolg wurde. Es gewann bei den Latin Grammy Awards in der Kategorie „Best Urban Album“.
2005 produzierte er sein drittes Album Desahogo und ein Jahr später gab er ein weiteres Konzert in San Juan, welches ausverkauft war.
Er arbeitete mit vielen Sängern zusammen, wie Ivy Queen, Eddie Dee, La Mala Rodriguez oder Héctor y Tito. Er produzierte auch Songs für das spanische Reggaeton-Duo Luny Tunes, dessen Namenspate Warner Bros. Looney Tunes ist.

## Diskografie

### Alben
- Hispanic Soul (1991)
- Xplosion (1993)
- Con poder (1996)
- Aquel que había muerto (1998)
- Emboscada (2002)
- En honor a la verdad (2003, US: Platin (Latin))[2]
- Desahogo (2005, US: Platin (Latin))
- Babilla (2009)
- Pánico (2023)

### EPs
- La recta final (1989)
- Misión: La Cima (1990)

## Auszeichnungen
- Latin Grammy Awards[3]
  - 2004: Best Urban Album (gewonnen)